# Don Juan (Byron)
Don Juan – poemat dygresyjny George'a Gordona Byrona napisany w latach 1818-1823.

## Okoliczności powstania utworu
O zamiarze napisania poematu Byron wspominał raczej ogólnikowo w jednym z listów z marca 1818 roku. Pierwszą pieśń napisał w sierpniu 1818 roku, drugą – pomiędzy grudniem 1818 a styczniem 1819 roku, w Wenecji. Obydwie zostały wydane w lipcu 1819 roku. Pieśń III i IV powstały jesienią 1819, a V jesienią 1820 roku w Rawennie. Wszystkie trzy ukazały się drukiem w lecie 1821 roku. Po półtorarocznej przerwie Byron powrócił do pisania poematu w czerwcu 1822 roku w Pizie. Do września miał już ukończoną pieśń IX. W październiku w Genui napisał pieśni X i XI. W maju 1823 roku ukończył pieśń XVI, ostatnią z tych, które napisał. Drukiem pieśni VI, VII i VIII ukazały się w lipcu 1823, pieśni IX, X i XI w sierpniu, pieśni XII, XIII i XIV w grudniu tegoż roku, a pieśni XV i XVI w marcu roku 1824.
Śmierć poety przerwała pracę nad poematem. W ciągu XIX wieku ukazały się liczne wersje pieśni XVII. Ostatecznie dopiero w wydaniu z 1903 r. Coleridge opublikował 14 początkowych strof pieśni XVII, które rzeczywiście wyszły spod pióra Byrona. Odnaleziono je w pokoju poety w Missolonghi po jego śmierci. Byron rozpoczął pracę nad pieśnią XVII przed opuszczeniem Włoch w 1823 roku i zabrał rękopis ze sobą w podróż do Grecji.

## Treść

### Pieśń I
Don Juan urodził się w Sewilli. Jego ojciec don José, mężczyzna dość swobodnych obyczajów, odumarł syna w dzieciństwie. Matka, Inez, doskonałość chodząca, a przy tym starannie wykształcona, zadbała o wszechstronny rozwój intelektualny i moralny syna. Nie ustrzegła go jednak w wieku szesnastu lat od przygody miłosnej z uroczą dwudziestokilkuletnią sąsiadką, Julią, żoną pięćdziesięcioletniego don Alfonsa. Don Alfonso dowiedziawszy się o romansie żony wdziera się na czele służby do sypialni żony. Nie znajduje jednak za pierwszym razem don Juana, ukrytego w pościeli. Powróciwszy natyka się na buty młodzieńca. Dochodzi do bójki pana domu ze zdekonspirowanym młodzieńcem. W wyniku skandalu, donia Inez wysyła syna do Kadyksu, a don Alfonso żonę do klasztoru.

### Pieśń II

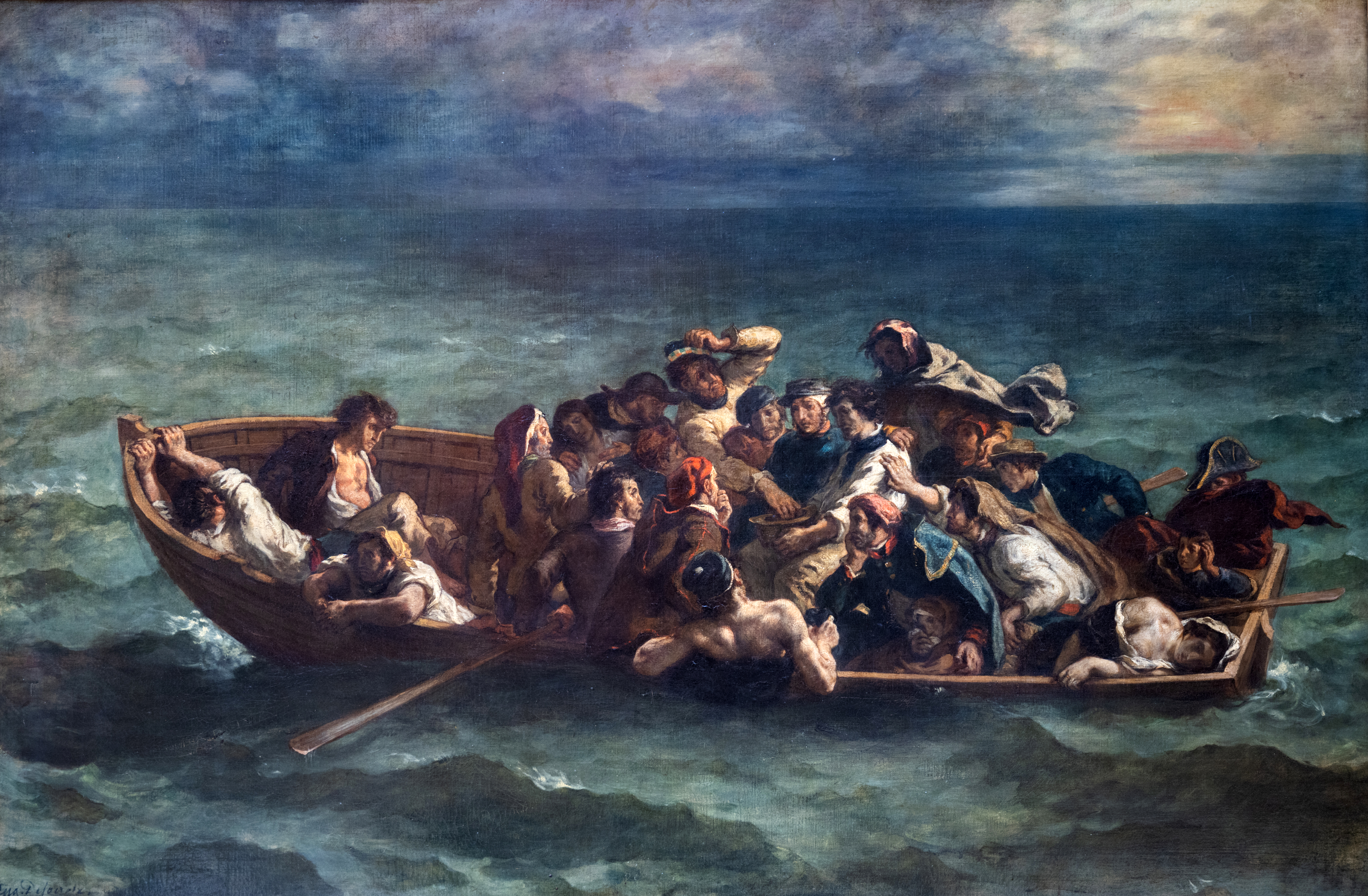
Łódź don Juana. Delacroix. 1840

Zakochany w Julii don Juan wypływa z Kadyksu wraz ze swym preceptorem Pedrillem do Livorno. Gwałtowna burza morska tak bardzo uszkadza statek, że po kilku dniach walki o jego uratowanie, 30 ludzi, resztka ocalała z kataklizmu, ratowuje się odpływając szalupą. Gdy po kilku dniach kończą skromne zapasy żywności, rozbitkowie zjadają najpierw psa don Juana, a potem jego nauczyciela. Ci którzy zjedli człowieka popadają w szaleństwo. Gdy w końcu ujrzano ląd, na łodzi było już tylko trzech żywych mężczyzn. Do lądu dociera, po rozbiciu się łodzi, tylko don Juan. Na pół żywy trafia na jedną z Cyklad. Od śmierci ratuje go Greczynka Hajdea. Dziewczyna korzystając z nieobecności ojca pirata, który wypłynął, odwiedza codziennie młodzieńca, aż całkiem dla niego traci głowę.

### Pieśń III
Mieszkańcy wyspy przekonani, że ojciec Hajdei, Lambro, zginął urządzają ucztę dla niej i don Juana. Lambro tymczasem ląduje na wyspie i z ukrycia obserwowuje co się dzieje. Pieśń wypełnia opis dań i egzotycznych strojów oraz ognista diatryba przeciw poetomː Southeyowi, Wordwothowi i Coleridge'owi.

### Pieśń IV

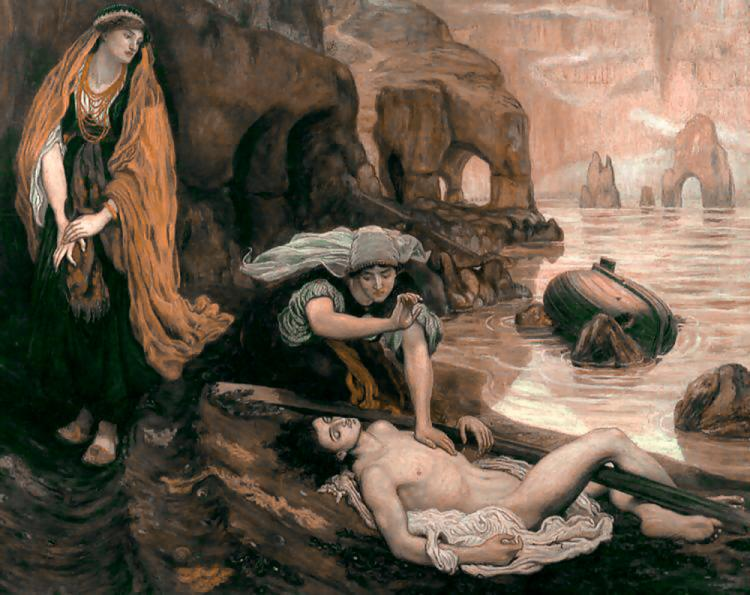
Hajdea odkrywa wyrzuconego na brzeg Juana. Ford Madox Brown. 1878

Przebudzeni kochankowie stają naprzeciw Lambra. Hajdea błaga ojca o wybaczenie, a gdy ten próbuje zastrzelić don Juana, zasłania ukochanego. Don Juan po krótkiej walce zostaje pojmany przez piratów Lambra. Dziewczyna traci rozum i po kilku dniach umiera. Don Juan zostaje odesłany statkiem do Konstantynopola na targ niewolników.

### Pieśń V
Na targu niewolników don Juan zawiera znajomość z Johnem, który uciekł od swej trzeciej żony i dostał się do niewoli w bitwie. Czarny eunuch z seraju, Baba, kupuje Juana i Johna i prowadzi ich do pałacu. Tam nakazuje ubrać się Juanowi w kobiece szatki, grożąc mu kastracją. Następnie prowadzi Juana do komnat sułtanki Gulbiezy, 26-letniej czwartej i ulubionej żony władcy. Dumny szlachcic nie chce ucałować stopy kobiety, godzi się jednak ucałować jej rękę. Sułtanka dostrzegła go rankiem na targu i poprosiła Babę, by go zakupił dla niej, pomimo ryzyka odkrycia Juana przez sułtana. Pamiętając na Hajdeę, Juan odrzuca jej awanse, co doprowadza kobietę do wybuchu złości i do łez. Bab oznajmia, że nadchodzi sułtan z całym orszakiem dworzan. Sułtan zwraca uwagę na atrakcyjną chrześcijankę, stwierdzając, że niewierne nie powinny być tak ładne.

### Pieśń VI
Juan w kobiecym stroju zostaje zaprowadzony do seraju i z braku miejsca przydzielony na noc do 17-letniej Dudu. Zapytany o imię nazywa siebie Joanną. W nocy Dudu budzi się z krzykiem. Zbiegają się wszystkie kobiety, tylko Joanna śpi nadal. Dudu opowiada, że obudził ją sen, w którym znalazła się w ciemnym lesie, w środku którego rosła jabłoń, a na jej gałęzi złote jabłko. Nie umiała go dosięgnąć, aż samo spadło jej pod nogi. Gdy je ugryzła, z owocu wyleciała pszczoła i użądliła ją w serce. Opiekunka seraju chce umieścić Joannę z inną odaliską, Dudu udaje się jednak wyprosić, by jej przyjaciółka mogła z nią pozostać.
Rano sułtanka wypytuję Babę jak Juanowi upłynęła noc. Eunuch opowiada o "jej" pobycie w seraju, pomija jednak historię o marzeniach sennych Dudu. Podejrzliwa sułtanka nakazuje jednak sprowadzić oboje i utopić ich w Bosforze. Baba próbuje się za nimi wstawić, przekonując swą panią, że zabicie Juana nie wyleczy jej z miłości. Bezskutecznie. Autor zdradza, że następną pieśń poświęci wojnie.

### Pieśń VII

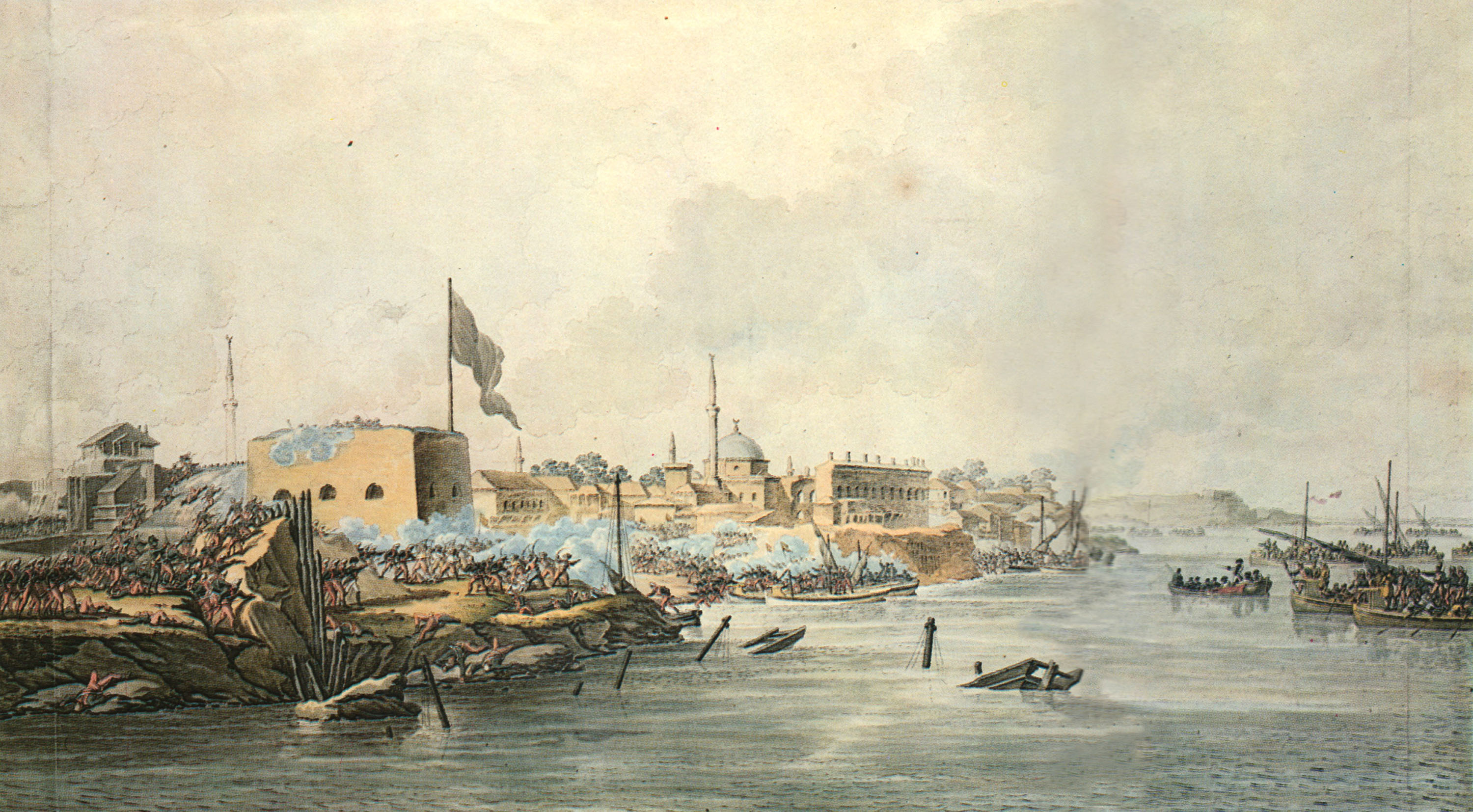
Oblężenie Izmaiła 22 grudnia 1790. S. Sziflar.

Wojska rosyjskie oblegają twierdzę turecką Izmaił, leżącą w delcie Dunaju. Kolejny atak od lądu i rzeki zostaje przez Turków odparty, gdy pod twierdzą zjawia się feldmarszałek Suworow, który od dowódcy armii księcia Potiomkina, otrzymał rozkaz, by zdobyć Izmaił za wszelką cenę. Don Juan i John Johnson pojawiają się w obozie rosyjskim z dwoma odaliskami, które pomogły im uciec z seraju. Johnson zna Suworowa jeszcze z czasów bitwy pod Widyniem, w czasie której został wzięty do niewoli. Przedstawia dowódcy Juana, który pragnie walczyć przeciw pogańskim Turkom. Marszałek jest niezadowolony z obecności kobiet w obozie, w uznaniu ich zasług przy ucieczce pozwala im jednak zostać.

### Pieśń VIII
Następuje atak. Pod ogniem tureckim Rosjanie wdzierają się na mury Izmaiła. W pierwszym szeregu zdobywców jest Juan, który wyróżnia się brawurową odwagą. Rozpoczyna się zażarta walka o każdy dom i ulicę. Juan ratuje od kozackiej szabli dziesięcioletnią dziewczynkę. Zostawiwszy ją pod opieką, atakuje u boku Johnsona ostatni fort, w którym broni się tatarski bej z pięcioma synami. Wszyscy giną. Następuje rabunek miasta. Suworow wysyła z depeszą do Petersburga Juana, w jego świcie znajduje się uratowana dziewczynka.

### Pieśń IX

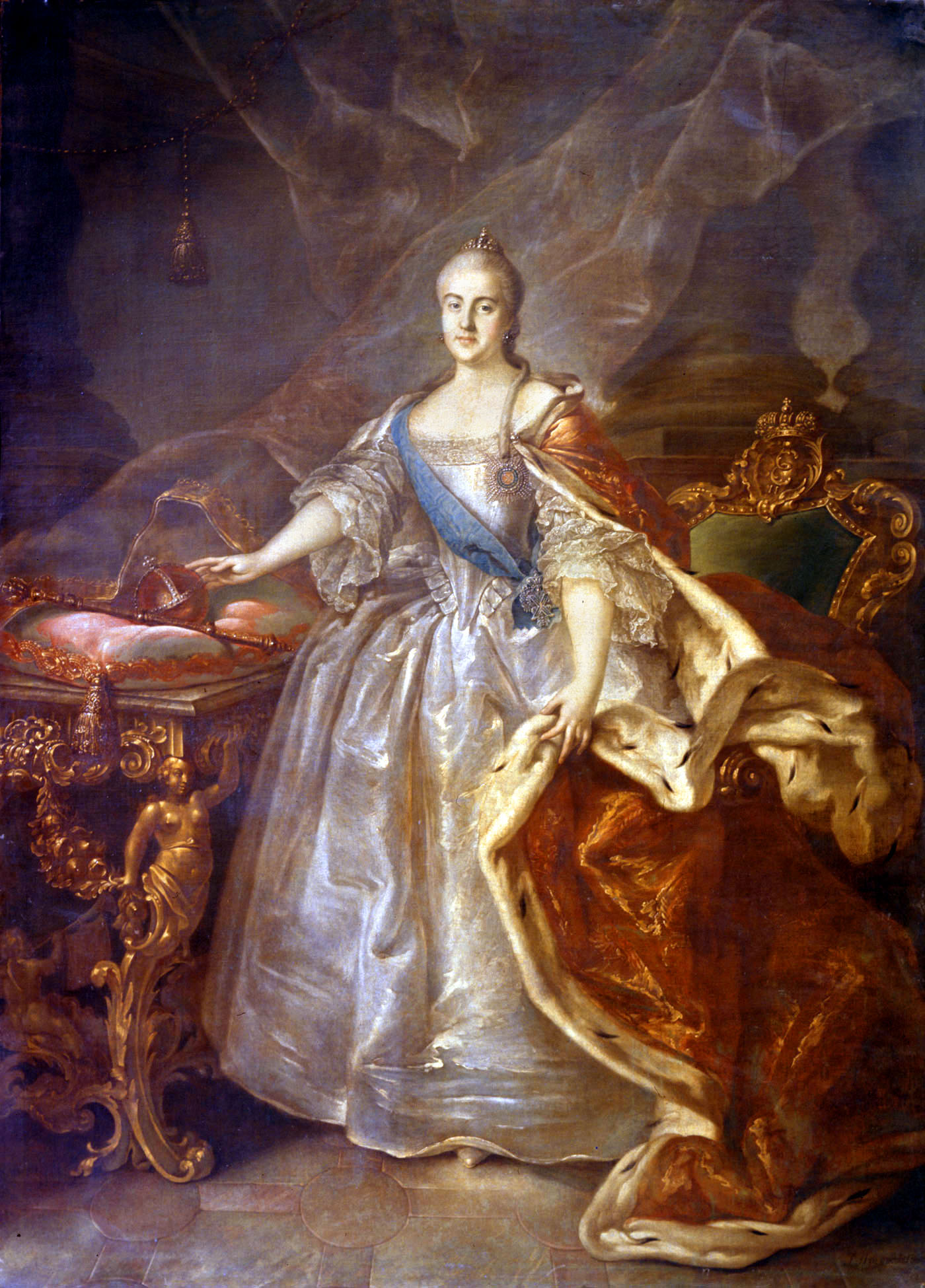
Katarzyna II. I. Argunow. 1762.

Don Juan wraz z ocaloną dziewczynką mknie kibitką przez Rosję. Zostaje przyjęty przez Katarzynę II, na publicznej audiencji i od razu wpada carycy w oko. Katarzyna Byrona ma ponad 40 lat i jest całkiem ponętną kobietą, może się więc podobać Juanowi (w rzeczywistości miała w tym czasie 61 lat). Dworacy zazdroszczą Juanowi łaski carskiej.

### Pieśń X
Don Juan mimo względów carycy zapada na poważną chorobę. Medycy wątpią o jego wyzdrowieniu. Gdy w końcu powraca do zdrowia zalecają zmianę klimatu. Caryca z bólem serca wysyła swego faworyta z misją dyplomatyczną do Anglii. Don Juan przemierza Polskę, Niemcy, Holandię i staje na ziemi angielskiej. Poeta rozważa subtelny stosunek jaki łączy Juana z towarzyszącą mu z uratowaną dziewczynką z Izmaiłu, która mimo zabiegów swego opiekuna nie zmieniła wiary muzułmańskich przodków. Po raz pierwszy pada też jej imię: Leila.

### Pieśń XI
Bohater poematu dociera do Londynu. Poeta opisuje to olbrzymie, pełne kontrastów, miasto. W czasie swej pierwszej przechadzki Juan zostaje zaatakowany przez bandytów. Rani jednego z nich, niestety śmiertelnie. Zostaje przyjęty na dworze królewskim. Zajmuje drogi apartament w hotelu. Jest odtąd oblegany przez panny na wydaniu i ich matki. Staje się ozdobą życia towarzyskiego angielskiej stolicy.

### Pieśń XII

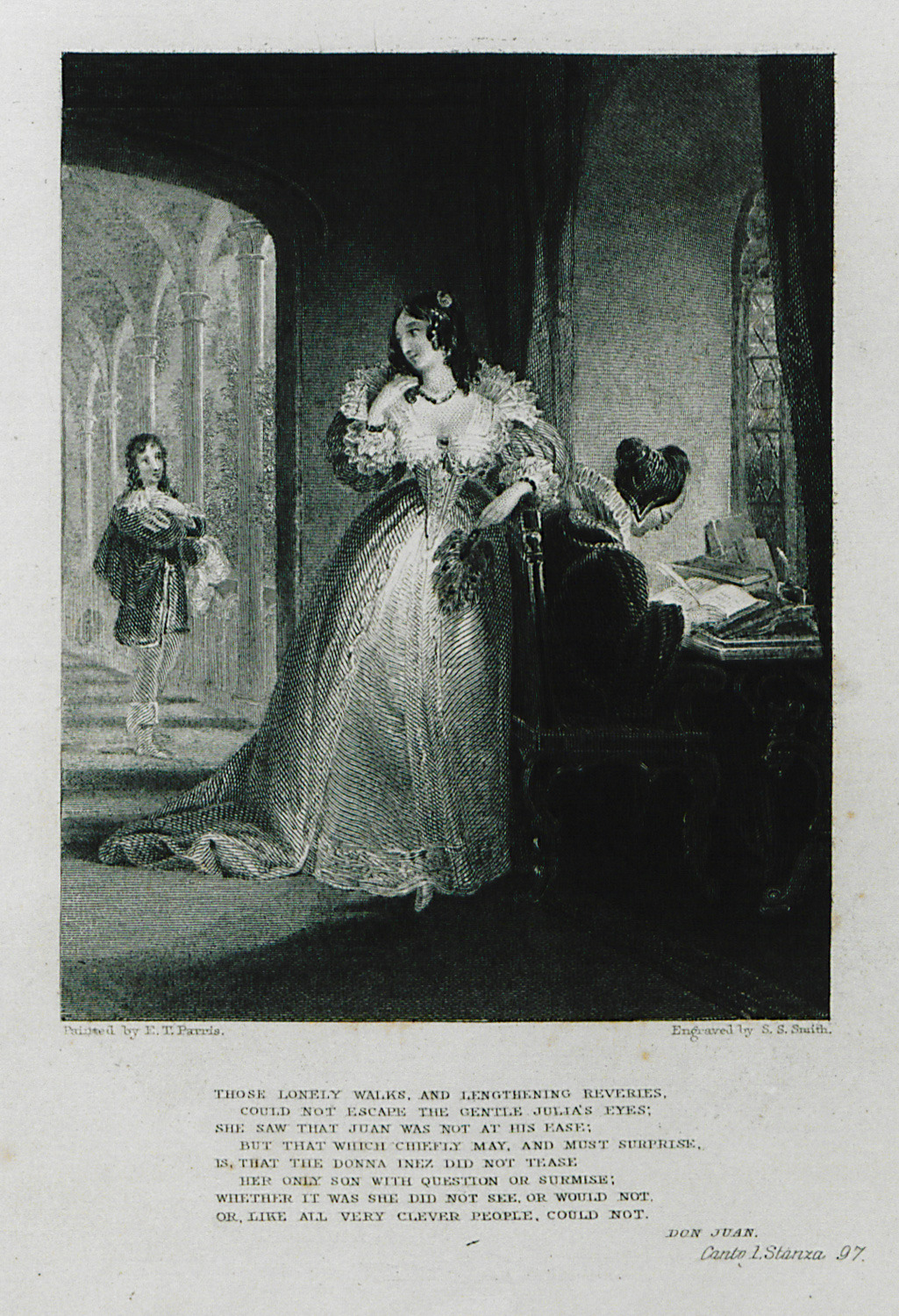
Ilustracja do Don Juana. 1849.

Leila staje się przedmiotem zainteresowania towarzystwa. Juan postanawia oddać ją pod opiekę doświadczonej damy. Spośród wielu propozycji wybiera lady Żgawkę, która mimo bujnej młodości, obecnie z powodzeniem zajmuje się wychowaniem młodzieży. Okazuje się, że Juanowi początkowo nie spodobały się Angielki, tak różne od kobiet Wschodu i Hiszpanek. Poeta rozwodzi się nad obyczajami matrymonialnymi swego kraju oraz nad ostracyzmem towarzyskim, który spotyka kobietę, która zbłądzi.

### Pieśń XIII
Don Juan zaprzyjaźnia się z lordem Henrykiem Amundeville’m. Autor opisuje go i jego żonę Adelinę. Amundeville’owie udają się na wieś. Ich domostwo, zbudowane na ruinach klasztoru benedyktyńskiego, jest wzorowane na należącym do Byrona Newstead Abbey. Wraz z nimi w majątku zjawia się około trzydziestu zaproszonych gości, w tym i Juan. W ich karykaturalnie przedstawionych postaciach, ukrytych pod znaczącymi imionami, poeta opisał osoby z londyńskiego towarzystwa. Przybyli oddają się wiejskim zajęciom: polowaniu, łowieniu ryb, spacerom, grom.

### Pieśń XIV
Juan bardzo dobrze radzi sobie podczas polowania na lisa. Interesują się też nim damy, szczególnie księżna Fitz-Fulke, która z nim flirtuje. Lady Adelina, zazdrosna o księżnę, postanawia chronić niedoświadczonego Juana przed zasadzkami przebiegłej zalotnicy. Juan i Adelina mają po 21 lat. Jej serce, chociaż jest mężatką, pozostaje wolne. Poeta zastanawia się czy bezwiednie nie mogłaby go wypełnić miłość do Juana.

### Pieśń XV
Adelina proponuje Juanowi, by wstąpił w związek małżeński. Juan nie zna odpowiednich kobiet w Anglii. Adelina swata go więc, celowo jednak pomija szesnastoletnią Aurorę Raby, katoliczkę. Juan czuje do niej skłonność, wydaje mu się czystsza od innych i przypomina mu Hajdeę. Rozpoczyna się wystawny obiad, podczas którego Juan zostaje posadzony między Aurorą i Adeliną. Oschła początkowo Aurora, wdaje się z nim w żywszą rozmowę.

### Pieśń XVI
Rozemocjonowany Juan wychodzi nocą na korytarz. Pojawia się przed nim postać zakapturzonego mnicha, która po chwili znika. Wstrząśnięty Juan popełnia przy śniadaniu liczne gafy. Adelina na prośbę towarzystwa wykonuje balladę własnego autorstwa o mnichu, który nie opuścił dawnego klasztoru i przy różnych okazjach pojawia się właścicielom majątku. Wytrącony z równowagi nocnymi przeżyciami Juan nie bierze udziału w żywiołowych docinkach zebranych, czym zyskuje uznanie Aurory. Nocą drzwi do jego pokoju otwiera zakapturzony mnich. Tym razem Juan zbiera się w sobie i postanawia zaatakować widmo. Odkrywa pod kapturem księżnę Fitz-Fulke.

## Opinie o poemacie. Wpływ
Goethe nazwał Don Juanaː dziełem niezmiernego geniuszu. Shelley pisał o nimː jest tym o czym sam od dawna marzyłem - czymś całkowicie nowym i związanym z naszymi czasami, a przy tym nieprześcignienie pięknym. Z podziwem wyrażał się o nim również Walter Scott stwierdzając, że twórca poematu ogarnął wszystkie najważniejsze sprawy ludzkiego życia.
Na wpływy Don Juana wskazują tak znakomite dzieła jak Eugeniusz Oniegin Puszkina czy Beniowski Słowackiego. Wyraźne inspiracje poematem widać w powieści Bohater naszych czasów Lermontowa i w politycznej twórczości Heinego.